# 고트프리트 폰 호엔로에랑엔부르크 공자

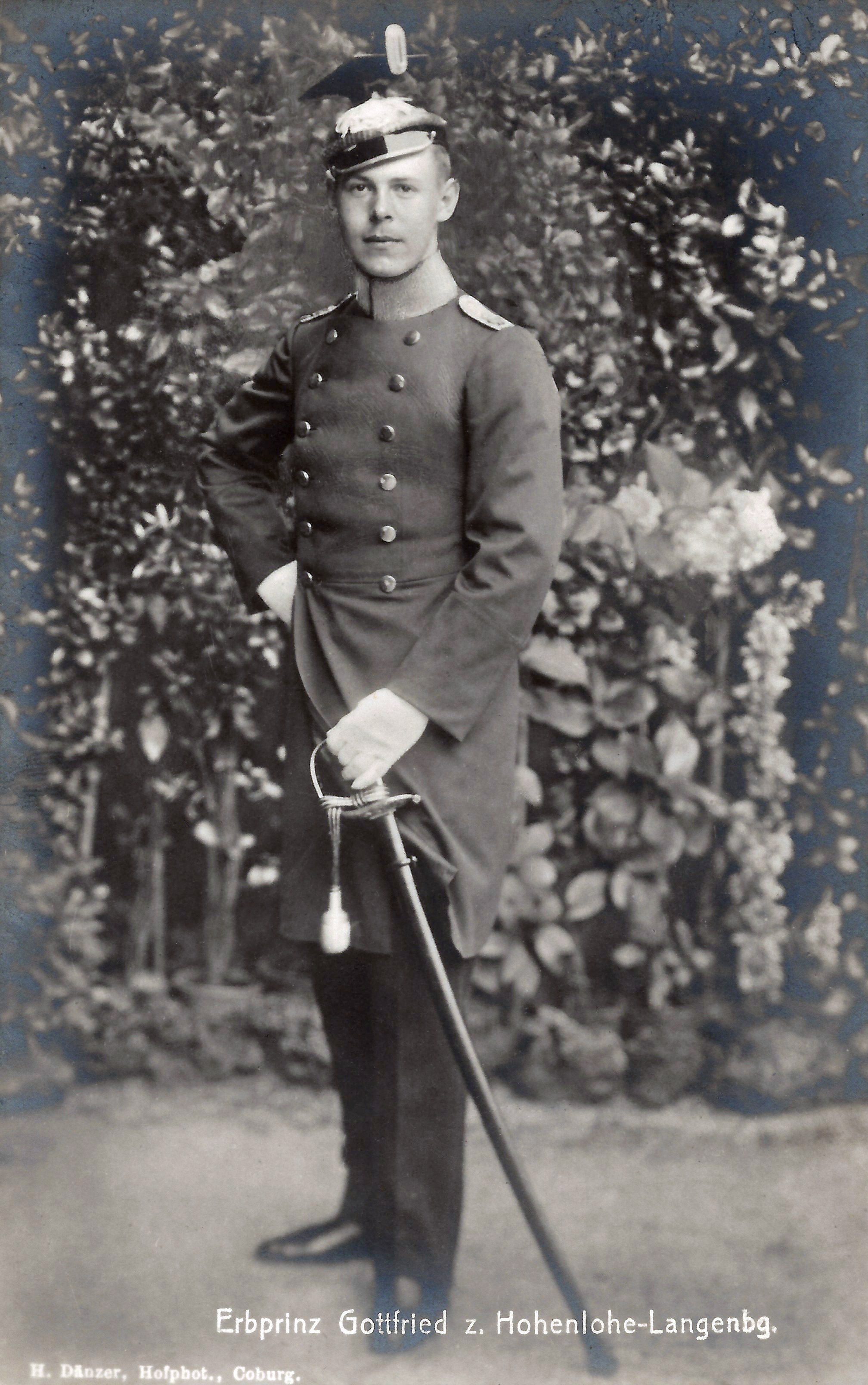
고트프리트 폰 호엔로에랑엔부르크 공자

고트프리트 폰 호엔로에랑엔부르크 공자(Gottfried, Prince of Hohenlohe-Langenburg, 1897년 3월 24일 ~ 1960년 5월 11일)는 에른스트 2세 폰 호엔로에랑엔부르크 공자의 유일한 생존 아들이었다.
1950년 아버지가 돌아가셨을 때, 고트프리트는 호엔로에랑엔부르크 공자라는 칭호를 물려받았다.

## 참고 문헌
- Queen Victoria's Descendants, New York, 1987, Eilers, Marlene A., Reference: 197